# Stazione di Bolzano Novarese
Stazione di Bolzano Novarese vasútállomás Olaszországban, Bolzano Novarese településen.

## Vasútvonalak
Az állomást az alábbi vasútvonalak érintik:
- Domodossola-Novara-vasútvonal

## Kapcsolódó állomások
A vasútállomáshoz az alábbi állomások vannak a legközelebb:
- Stazione di Gozzano
- Stazione di Gozzano (1864)
- Stazione di Corconio-Ameno